# Tchaj-šan
Tchaj-šan nebo hora Tchaj (čínsky: Pchin-jin Tài Shān, znaky 泰山) je hora na severovýchodě Číny v městské prefektuře Tchaj-an provincie Šan-tung. Patří mezi tzv. Pět velkých hor, což je označení pro pět hor, které jsou posvátné v taoismu. Zdejší hory byly osidlovány již od starověku a lidé, kteří se zde usídlovali, zde stavěli nejrůznější stavby. V průběhu staletí byla hora inspirativním prvkem pro mnoho převážně čínských umělců. Dnes patří Tchaj-šan k hojně navštěvovaným místům Čínské lidové republiky.
Od roku 1987 je součástí světového dědictví UNESCO.